# Wang Songtao
Wang Songtao (* 28. Dezember 1985 in Harbin) ist ein ehemaliger chinesischer Skilangläufer.

## Werdegang
Wang lief im Oktober 2005 in Düsseldorf sein erstes Weltcuprennen, welches er auf dem 62. Platz im Sprint beendete. Bei den Olympischen Winterspielen im folgenden Jahr in Turin belegte er den 69. Platz über 15 km klassisch. In der Saison 2006/07 holte er in Changchun mit dem 21. Platz über 15 km Freistil seine einzigen Weltcuppunkte und gewann dort bei den Winter-Asienspielen 2007 die Bronzemedaille mit der Staffel. Zudem errang er den 12. Platz im Sprint. Beim Saisonhöhepunkt, den Nordischen Skiweltmeisterschaften 2007 in Sapporo, belegte er den 64. Platz im Sprint, den 34. Rang über 15 km Freistil und zusammen mit Li Geliang den 17. Platz im Teamsprint. Außerdem errang er dort zusammen mit Xia Wan, Sun Qinghai und Li Geliang den 16. Platz in der Staffel. Sein letztes Weltcuprennen absolvierte er im November 2007 in Beitostølen, das er auf dem 83. Platz über 15 km Freistil beendete.